# (35352) Texas
(35352) Texas ist ein Asteroid des Hauptgürtels, der am 7. August 1997 von den US-amerikanischen Astronomen William G. Dillon und Randy Pepper am George-Observatorium in Needville (IAU-Code 735) entdeckt wurde. Das George-Observatorium gehört zum Houston Museum of Natural Science und befindet sich im Brazos Bend State Park des Houstoner Vorortes Needville. Erste Sichtungen des Asteroiden hatte es vorher schon im August 1995 unter der vorläufigen Bezeichnung 1979 OA8 am Palomar-Observatorium in Kalifornien gegeben.
Der Asteroid gehört zur Nysa-Gruppe, einer nach (44) Nysa benannten Gruppe von Asteroiden (auch Hertha-Familie genannt, nach (135) Hertha).
(35352) Texas wurde am 13. Juni 2006 nach dem US-Bundesstaat Texas benannt, der mit seinen 254 Countys die meisten Countys eines Bundesstaats der Vereinigten Staaten aufweist.